# Старуха
Старуха, Старуха Лукорівка — річка-стариця в Україні, у Козелецькому районі Чернігівської області. Ліва притока Десни (басейн Дніпра).

## Опис
Довжина річки 12 км, похил річки — 0,25 м/км. Площа басейну 53,1 км².
Русло сильно звивисте з крутими поворотами (меандри), шириною 25 м і глибиною 1 м. Долина річки зливається з долиною Десни. Протягом усієї довжини зв'язується постійними і тимчасовими водотоками з безліччю озер (наприклад, з озером Старик, що неподалік від русла). Біля витоків річка пересихає.
Заплава зайнята заболоченими ділянками з луками і чагарниками, лісосмугами.
Немає великих приток. Раніше впадала річка Гнилуша. На березі річки немає населених пунктів.

## Розташування
Витікає з Десни на південному сході від Морівська. Тече переважно на південний захід і на північному заході від Біликів впадає в річку Десну, ліву притоку Дніпра.